# Deudakala
Deudakala (nep. देउडाकाला) – gaun wikas samiti w zachodniej części Nepalu w strefie Bheri w dystrykcie Bardiya. Według nepalskiego spisu powszechnego z 2001 roku liczył on 2751 gospodarstw domowych i 16995 mieszkańców (8484 kobiet i 8511 mężczyzn).